# Гаель Бігірімана
Гаель Бігірімана (кір. Gaël Bigirimana, нар. 22 жовтня 1993, Бужумбура) — бурундійський футболіст, півзахисник північноірландського клубу «Гленторан» і національної збірної Бурунді.

## Ігрова кар'єра
Народився 22 жовтня 1993 року в місті Бужумбура. Вихованець футбольної школи клубу «Ковентрі Сіті». Дорослу футбольну кар'єру розпочав 2008 року в основній команді того ж клубу, в якій провів чотири сезони, взявши участь у 26 матчах чемпіонату. 
До складу клубу «Ньюкасл Юнайтед» приєднався 2012 року. Згодом з 2015 по 2020 рік грав у складі команд «Рейнджерс», «Ковентрі Сіті», «Мотервелл», «Гіберніан» та «Соліхалл Мурс».
До складу клубу «Гленторан» приєднався 2020 року.

## Титули і досягнення
- Володар Кубка Північної Ірландії (1):

«Данганнон Свіфтс»:  2024-25
- Володар Суперкубка Північної Ірландії (1):

«Данганнон Свіфтс»: 2025